# Anna Nikandrova
Anna Alekseevna Nikandrova (en ruso: Анна Алексеевна Никандрова; 13 de octubre de 1921 – 23 de junio de 1944) fue una partisana y organizadora del Komsomol en el 426.° Regimiento de Fusileros de la 88.ª División de Fusileros (31.° Ejército, Tercer Frente Bielorruso) del Ejército Rojo durante la Segunda Guerra Mundial, donde alcanzó el rango militar de teniente primero y recibió póstumamente el título de Héroe de la Unión Soviética el 24 de marzo de 1945.

## Biografía

### Infancia y juventud
Anna Nikandrova nació el 13 de octubre de 1921 en la localidad de Barashkino, volost de Krasnogorodskaya, raión de Opochetsky, gobernación de Pskov, RSFS de Rusia en el seno de una gran familia de campesinos rusos; tenía dos hermanas mayores y dos hermanos menores. Después de graduarse en la escuela de su localidad natal, trabajó en una pequeña sala de lectura en Mozuli, distrito de Krasnogorodsky y, más tarde, se convirtió en contable del comité local del Komsomol, en el cual pasó a ser elegida segunda secretaria en junio de 1941.

### Segunda Guerra Mundial
Tras la invasión alemana de la Unión Soviética, Nikandrova asistió a un breve entrenamiento para mujeres que querían ser médicas antes de convertirse en enfermera en un hospital. El 3 de julio de 1941 sufrió una lesión en una pierna después de que el coche en el que transportaba a los soldados heridos en el que se encontraba fuera bombardeado, en el ataque resultó muerto el conductor y uno de los soldados heridos que se encontraban en el interior. Después del ataque, hizo señas a otro vehículo que pasaba y consiguió que los soldados heridos fueran trasladados a ese vehículo y enviados a Kalinin (actual Tver), donde fue atendida en el hospital de campaña por sus heridas. Posteriormente, en agosto, se convirtió en la encargada del departamento de contabilidad del comité del Komsomol de la ciudad, pero cuando las tropas alemanas se acercaron, se unió al Ejército Rojo en octubre de 1941.
Comenzó como secretaria en el cuartel general del 31.º Ejército y después trabajó como en instructora política en un hospital de campaña antes de finalmente conseguir un puesto en el frente de combate, en marzo de 1943, como subcomandante de asuntos políticos de la 221.ª Compañía Independiente de Comunicaciones; fue admitida en el Partido Comunista en 1942. Mientras cruzaba el río Vopets en mayo de 1943, se quedó atrás del resto de su unidad y perdió la orientación; sin embargo, cruzó el río sola y finalmente pudo establecer contacto con sus camaradas. Por su valentía al ir sola al cruce, fue nominada para recibir la Orden de la Estrella Roja, pero en su lugar se le concedió la Medalla al Valor.
En junio de ese mismo año se convirtió en la organizadora del 2.º batallón del 758.º Regimiento de Fusileros del Komsomol. El 4 de septiembre reunió a los soldados de su compañía para repeler un contraataque alemán y permaneció en el campo de batalla a pesar de haber sido herida dos veces. En noviembre de ese año fue ascendida a organizadora del 426.º Regimiento de Fusileros del Komsomol, en el que sirvió durante el resto de su vida. El 23 de junio de 1944, su unidad luchó en la batalla por la aldea de Kireevo en Vítebsk, donde tuvieron que arrastrarse cuando se acercaron a una zanja antitanque, donde se vieron sometidos a intenso fuego de ametralladoras desde búnkeres enemigos cercanos. Allí, se convirtió en el primer soldado en subir una escalera desde la zanja, diciéndoles a sus subordinados que la siguieran y procedió a atacar el nido de ametralladoras enemigas con una granada, pero fue asesinada por fuego de ametralladoras en el proceso. Primero fue enterrada en el cementerio divisional antes de ser enterrada nuevamente en una fosa común en Dubronvo.
El 24 de marzo de 1945, por decreto del Presídium del Sóviet Supremo de la URSS, por el desempeño ejemplar de las misiones de combate del comando y demostrado coraje y heroísmo en las batallas contra los invasores nazis, la teniente primera Anna Nikandrova recibió póstumamente el título de Héroe de la Unión Soviética.

## Condecoraciones
Anna Nikandrova recibió las siguientes condecoracionesː
- Héroe de la Unión Soviética (N.º 230; 24 de marzo de 1945);
- Orden de Lenin (24 de marzo de 1945);
- Orden de la Guerra Patria de 2.do grado (28 de octubre de 1943)
- Medalla al Valor (30 de mayo de 1943)